# Thierry Muûls
Thierry Muûls  (*  1937) ist ein ehemaliger belgischer Diplomat.

## Leben
Thierry Muûls ist der Sohn von Fernand Muûls. Er wurde zum Doktor der Rechtswissenschaften promoviert und trat 1964 in den auswärtigen Dienst. Danach war er in Tokio, Kinshasa, Tunis, Paris, Madrid und Köln akkreditiert. Von 1988 bis 1991 war er Botschafter in Buenos Aires, von 1988 bis 1991 beim Heiligen Stuhl und von 1991 bis 1994 in Madrid.